# Dunedin Technical
Dunedin Technical, örtlich bekannt als „Tech“, ist ein semi-professioneller Fußballclub im neuseeländischen Dunedin. Er spielt 2010 in der FootballSouth Premier League.

## Geschichte
Der Club wurde 1920 als King Edward Technical College Old Boys gegründet und änderte 1980 den Namen. Das Heimatstadion ist Culling Park in der Vorstadt Saint Kilda.
Der Club erreichte mehrmals die oberen Ränge des Chatham Cup, Neuseelands höchstem Wettkampf im Ausscheidungsmodus, und erreichte vier Mal das Finale, in dem er stets auf eine Mannschaft aus Auckland traf. Der einzige Titelgewinn war 1999, als man Waitakere City FC 4:0 schlug. Sie verloren das Finale 1964, 1998 und 2008.
Die beste Saison von Dunedin Technical in der New Zealand National Soccer League war im Jahr 2000, als man mit dem 3. Platz abschloss. Im vorhergehenden Jahr hatten sie das Finale der Nationalen Ligawettkämpfe erreicht, die zu dieser Zeit in separaten Ligen für die Nord- und Südinsel ausgetragen wurden, deren Sieger das Finale bestritten.
Vor der Bildung der nationalen Liga im Jahre 1970 waren die King Edward Technical College Old Boys 1934, 1955, 1957 und 1963 Meister der Region Otago.

## Bekannte Spieler
- Lutz Pfannenstiel (2001, 2002) Spieler, (2003) Spielertrainer,
- Andrew Boyens (2002–2003)